# 무경 (상나라)
무경(武庚, 기원전 11세기)은 은나라 말기의 인물이다.

## 생애
무경(武庚)은 상(商)의 마지막 임금인 주왕(紂王)의 아들이다. 무경(武庚)은 어려서부터 총명하고 학문을 좋아했다. 기원전 1046년 무렵 아버지인 상(商)나라 주왕(紂王)이 하남성(河南省)의 목야(牧野)에서 주(周)나라의 무왕(武王)에 패하고 죽었다.
상(商)이 멸망한 뒤 무왕(武王)은 상(商)나라 지역의 민심을 달래고 유민(遺民)들을 통제하기 위해 상(商)의 왕자였던 무경(武庚)을 상(商)의 도읍었던 은(殷)에 봉분하였다. 주(周) 무왕(武王)은 무경(武庚)이 반란을 일으키지 못하도록 그 주위에 자신의 형제인 관숙(管叔), 채숙(蔡叔), 곽숙(姬處)을 봉분하여 무경(武庚)을 감시하도록 하였다.
즉, 셋째인 희선(姬鮮)을 하남성(河南省) 정주(鄭州) 지역 관(管)의 제후로 봉했고,  다섯째인 희도(姬度)를 하남성(河南省) 상채(上蔡) 지역 채(蔡)의 제후로 봉했으며, 여섯째인 희처(姬處)를 산서성(山西省) 곽주(霍州) 곽(霍)의 제후로 봉하였다. 각각 봉해진 지역명을 따서 관숙(管叔), 채숙(蔡叔), 곽숙(霍叔)으로 불리는데 숙(叔)이라는 접사는 형제들 중 막내를 제외한 셋째 이하에 붙는 접사다.
이들은 무경(武庚)과 상(商)의 유민들에 대한 감시를 맡았기에, 세명의 감시자라는 삼감(三監)이라고 불렸다.
기원전 1043년 무렵, 무왕(武王)은 주(周)를 건국한 지 3년 만에 죽고 성왕(成王)이 즉위하였는데, 나이가 어렸으므로 무왕(武王)의 넷째 동생인 주공(周公) 희단(姬旦)이 섭정(攝政)이 되었다. 왕이 갑자기 죽고 숙부등이 섭정을 하면 왕실의 권력 다툼로 인한 음모가 있었다는 의구심을 갖게 되고 관숙(管叔)과 채숙(蔡叔), 곽숙(霍叔)은 주공 희단과 성왕 즉위에 불만을 품고 있었다. 삼감은 주공(周公)이 왕위를 빼앗을 것이라는 말을 사방이 퍼뜨리고, 상의 왕자였던 무경(武庚)을 끌어 들여 삼감(三監)의 난(亂)을 일으겼다.
주공(周公)은 제후들을 단속하며 반란의 진압에 나섰지만, 무경(武庚)을 필두로 한 상(商) 유민들의 저항이 거셌기 때문에 반란을 진압하는 데에는 3년이 걸렸다. 무경(武庚)은 주(周)의 군대에 사로잡힌 뒤 주살(誅殺), 관숙(管叔) 희선(姬鮮)은 처형, 채숙(蔡叔)은 유배, 곽숙(霍叔)은 벼슬에서 쫓겨났다.

## 같이 보기
- 주왕, 비간, 미자
- 고죽국, 백이와 숙제